# Герасименко, Владимир Алексеевич
Влади́мир Алексе́евич Герасиме́нко (1910—1987) — советский украинский оружейник-самоучка, известный прежде всего созданием оригинальных систем легкого стрелкового оружия под безгильзовые боеприпасы ВАГ-72 и ВАГ-73.
Занимался конструированием спортивных и боевых пистолетов с 1942 г. В начале 70-х годов прошлого века, будучи инженером оптического завода «Арсенал» (Киев, Украинская ССР), в инициативном порядке создал более 20 опытных образцов, получив 7 авторских свидетельств. Наиболее известны из них экспериментальные 7,62-мм безгильзовые пистолетные патроны и два варианта автоматических пистолетов под них: ВАГ-72 и ВАГ-73. Помимо инновационного боеприпаса одним из основных конструктивных отличий этого оружия следует отметить значительную по тем временам ёмкость магазина: на ВАГ-72 был 24-зарядный, а на ВАГ-73 имелся «тандемный» 48-зарядный магазин.